# Xantotossolo O-metiltransferasi
La xantotossolo O-metiltransferasi è un enzima appartenente alla classe delle transferasi, che catalizza la seguente reazione:
S-adenosyl-L-methionine + xanthotoxol ⇄ S-adenosyl-L-homocysteine + O-methylxanthotoxol
L'enzima agisce anche su altri substrati quali 5-idrossixantotossina e formingisopimpinellina.